# Aleksander Sochaczewski
Aleksander Sochaczewski, właściwie Lejb Sonder (ur. 3 maja 1843 w Iłowie, zm. 15 czerwca 1923 w Biedermannsdorf) – polski artysta malarz żydowskiego pochodzenia, reprezentant romantyzmu, sybirak, autor cyklu obrazów przedstawiających katorgę i pobyt Polaków na Syberii.

## Życiorys
Jego rodzicami byli Szmul Sonder i Szajna Bajły z domu Pytel. W 1860 rozpoczął naukę w Warszawskiej Szkole Rabinów. W tym czasie zaprzyjaźnił się z Henrykiem Toeplitzem, a pod koniec tego samego roku, rozpoczął studia malarskie w Szkole Sztuk Pięknych w Warszawie, pod kierunkiem profesora Józefa Simmlera, któremu polecił go Toeplitz. Był bardzo uzdolniony, a jego prace – już po roku studiów – można było oglądać m.in. w Pałacu Kazimierzowskim w Warszawie. Utrzymywał się z dawania lekcji rysunku. Brał udział w manifestacjach o charakterze patriotycznym oraz współpracował z nielegalnymi wydawnictwami periodycznymi, gdzie m.in. realizował opracowania graficzne. 1 sierpnia 1861 – wraz z braćmi Frankowskimi – wydał pismo „Strażnica”, którego redaktorami byli Agaton Giller i Joachim Antoni Szyc. 1 września 1862 aresztowano go za działalność patriotyczną, na fali aresztowań po nieudanych zamachach na Aleksandra Wielopolskiego. W trakcie zatrzymania stawiał opór i postrzelił żandarma. Był więziony w X Pawilonie Cytadeli Warszawskiej. W 1863 został skazany − już po wybuchu powstania styczniowego − początkowo na karę śmierci, a następnie na 22 lata zesłania na Sybir. O tym, że kara została zmieniona dowiedział się stojąc pod szubienicą, gdy czekał na wykonanie wyroku. Najpierw wywieziono go do kopalni soli we wsi Usole, a następnie do Irkucka. 
Po powrocie z zesłania (1884), z uwagi na brak zgody władz carskich na pobyt w Królestwie Polskim, osiedlił się we Lwowie, gdzie w tym samym roku 23 listopada ożenił się z Różą Loewenstein, szwagierką jego kolegi ze szkoły rabinów Bernarda Goldmana, córką rabina lwowskiego – Bernarda Loewensteina. Razem z żoną wyjechał do Monachium, jednak po trzech miesiącach, w wyniku nieporozumień, ich małżeństwo rozpadło się. W latach 1886-1894 przebywał w Brukseli. Podczas pobytu zagranicznego stworzył cykl przejmujących obrazów dokumentujących katorgę i pobyt na Syberii w okresie zsyłek po powstaniu styczniowym, z najsłynniejszym dziełem zatytułowanym Pożegnanie Europy, namalowanym w latach 1890–1894, o wymiarach 370 cm x 740 cm. Obraz ten ma znaczenie symboliczne, autor uwiecznił ponad sto osób, z których trzydzieści to postacie historyczne, zesłanych w różnych zsyłkach, w tym siebie – postać stojącą przy słupie granicznym z prawej strony patrzącą na słup. 
Pierwsza duża, bardzo dobrze odebrana, wystawa jego prac odbyła się w Londynie (1895), a następnie w Brukseli (1897). 10 sierpnia 1900 we Lwowie otwarto wystawę obrazów Aleksandra Sochaczewskiego zatytułowaną „Sybir", która składała się z sześciu większych obrazów, a także kilkudziesięciu tematycznych studiów i szkiców. Kolejne wystawy z jego pracami można było oglądać w Krakowie, Budapeszcie i Wiedniu (1901). 
W 1901 zawarł związek małżeński z Marią z domu Wurm, z którą zamieszkał w Wiedniu. Jednak i to małżeństwo rozpadło się, jak oficjalnie podawano, z powodu „złej sytuacji materialnej rodziny”, a jego żona z dziećmi wróciła do Belgii.
W 1913 wystawił cykl 124 syberyjskich obrazów we Lwowie, na wystawie poświęconej obchodom pięćdziesiątej rocznicy powstania styczniowego. Rada Miasta Lwowa zabiegała o zakup kolekcji, jednak z powodów emocjonalno-osobistych artysta nie chciał jej sprzedać. Ustalono, że Aleksander Sochaczewski – za przekazanie swoich dzieł miastu – będzie otrzymywał dożywotną rentę w kwocie 4800 koron, jednak wybuch I wojny światowej i spadek wartości pieniądza, doprowadziły go do skrajnego ubóstwa. Podczas II wojny światowej jego dorobek malarski zostały wywiezione do Kijowa, a w 1956 ministerstwo kultury ZSRR zwróciło go do Polski. Początkowo kolekcja znajdowała się w Muzeum Historycznym miasta stołecznego Warszawy (obecnie Muzeum Warszawy), a następnie w setną rocznicę powstania styczniowego trafiła do utworzonego w 1963 Muzeum X Pawilonu Cytadeli Warszawskiej.
Aleksander Sochaczewski zmarł w samotności 15 czerwca 1923 – w trakcie leczenia – w miejscowości Biedermansdorf pod Wiedniem.

5 lipca 1923 w „Głosie Narodu” ukazała się informacja o śmierci Aleksandra Sochaczewskiego, w której czytamy m.in.:

Przed około 25-ciu laty Kraków miał sposobność widzieć wystawę całego cyklu obrazów ś. p. Sochaczewskiego. Były to prawie wyłącznie obrazy z życia Polaków na Syberyi, malowane ze szczerym realizmem i wzruszającą prawdą.

2 maja 1924 został pośmiertnie odznaczony Krzyżem Kawalerskim Orderu Odrodzenia Polski „za zasługi, położone w walce o niepodległość Polski w powstaniu 1863 r. oraz za ofiarną społeczną działalność”.

## Upamiętnienie
W setną rocznicę śmierci artysty, a także w 160. rocznicę wybuchu powstania styczniowego, Sejmik Województwa Mazowieckiego uchwalił rok 2023 rokiem powstania styczniowego i rokiem Aleksandra Sochaczewskiego.

## Galeria

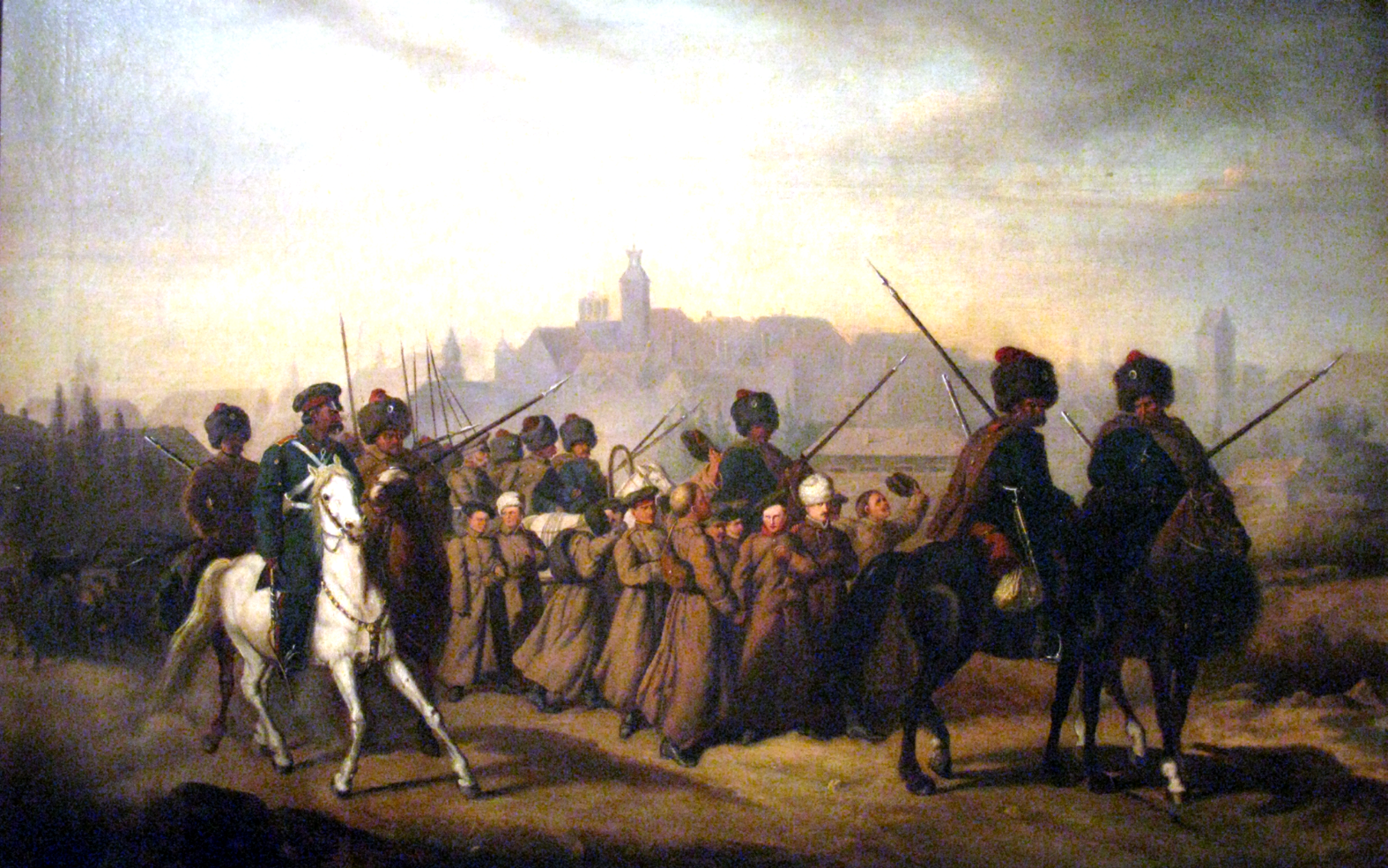
Branka Polaków do armii rosyjskiej w 1863
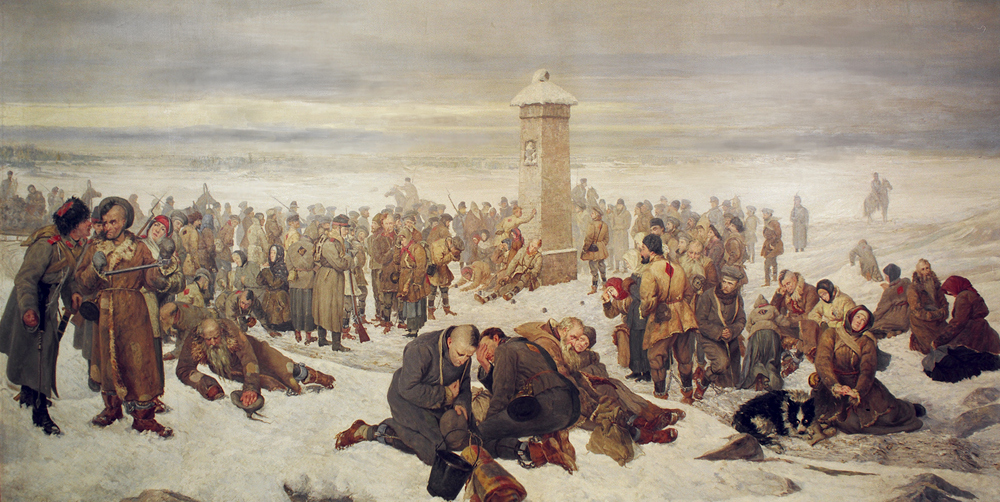
Pożegnanie Europy
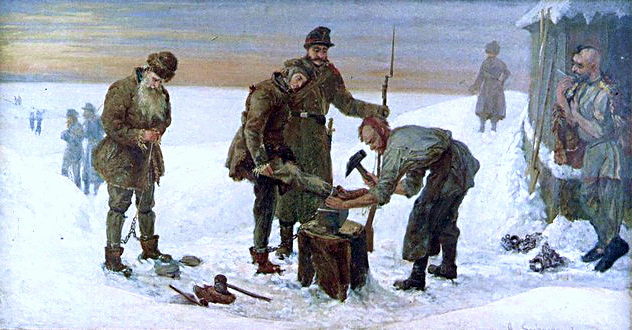
Wieczór – Zakładanie kajdan